# Stephen Timoshenko
Stephen Timoshenko, nome anglicizzato di Stepan Prokopovyč Tymošenko (in ucraino Степан Прокопович Тимошенко?; in russo Степан Прокофьевич Тимошенко?, Stepan Prokof'evič Timošenko), (Špotivka, 10 dicembre / 22 dicembre 1878 – Wuppertal, 29 maggio 1972) è stato un ingegnere e matematico statunitense di origine ucraina. Titolare della cattedra di meccanica teorica e di meccanica applicata all'Università del Michigan (1927-1936), quindi a quella di Stanford (1936-1944), diede fondamentali e pionieristici contributi alla scienza delle costruzioni, all'elasticità e alla scienza dei materiali.

## Biografia
Timoshenko nacque nel piccolo villaggio di Špotivka, nell'allora regione Ucraina dell'impero russo.
Studiò inizialmente a Romnij, dal 1889 al 1896.
La sua istruzione superiore cominciò all'Istituto ferroviario di San Pietroburgo, in cui prese la laurea, e poi divenne insegnante dal 1901 al 1903.
Dal 1903 al 1906 lavorò all'Università politecnica di San Pietroburgo.
Tra il 1905 e il 1906 riuscì a lavorare un anno presso l'Università di Gottinga, in Germania.
Dal 1907 al 1911 insegnò al Politecnico di Kiev, dove svolse delle ricerche su una prima versione del Metodo degli elementi finiti del calcolo elastico, il cosiddetto metodo Rayleigh. In quegli anni pubblicò inoltre la prima versione del suo famoso libro di testo Strength of materials.
Nel 1911 firmò una protesta contro il Ministro dell'Educazione Lev Aristidovič Kasso e venne di conseguenza licenziato dall'istituto. Nel 1911 ricevette il premio D. I. Žuravskij  dall'Accademia delle Scienze Russa, che lo aiutò a sopravvivere dopo la perdita del lavoro. Quindi andò a San Pietroburgo dove insegnò all'Istituto elettrotecnico e all'Istituto ferroviario (1911 - 1917). Nel frattempo sviluppò la teoria dell'elasticità e la teoria della trave inflessa. Nel 1918 ritornò a Kiev dove lavorò nell'Accademia delle Scienze ucraina.
Dopo che le truppe di Denikin conquistarono Kiev nel 1919, l'Accademia delle Scienze ucraina venne chiusa e Timošenko perse il suo lavoro. Nel 1920 emigrò in Jugoslavia dove insegnò al Politecnico di Zagabria.
Nel 1922 Timoshenko si trasferì negli Stati Uniti, dove lavorò per la Westinghouse Electric Corporation dal 1923 al 1927. Quindi divenne professore della Università del Michigan, dove istituì i primi corsi di baccalaureato e dottorato in ingegneria meccanica. I suoi libri sono stati tradotti in 36 lingue.  I suoi primi lavori furono pubblicati in Russo; successivamente scrisse per lo più in Inglese. Dal 1936 fino al 1944 fu quindi professore all'Università di Stanford, di cui fu poi nominato professore emerito.
Nel 1957 la ASME ha istituito una medaglia in suo onore, della quale fu il primo vincitore. La Medaglia Timoshenko onora Stepan Timoshenko come autorità di fama mondiale nel campo dell'ingegneria meccanica e ricorda il suo contributo di ricercatore e insegnante. La Medaglia Timoshenko è assegnata annualmente per contributi che si distinguono nell'ambito della meccanica applicata.
In aggiunta ai propri manuali, Timoshenko ha scritto due altri libri, Engineering Education in Russia e As I Remember. Il secondo è un'autobiografia inizialmente pubblicata in Russo nel 1963 e quindi tradotta in Inglese nel 1968.
Nel 1960 si trasferì a Wuppertal (Germania) da sua figlia.
Morì nel 1972 e le sue ceneri sono sepolte a Palo Alto, California.

## Opere principali
- Vibration Problems in Engineering, D. Van Nostrand Company, Amsterdam (NL), 1928.
- Strength of Materials, 3rd edition, Krieger Publishing Company, Malabar (FL), 1976. ISBN 0-88275-420-3
- Theory of Elastic Stability (with J.M. Gere), 2nd edition, McGraw-Hill Book Company, New York, 1961.
- Theory of Plates and Shells  (with S. Woinosky-Krieger), 2nd edition, McGraw-Hill Book Company, New York, 1969.
- Theory of Elasticity  (with J.N. Goodier), 3rd edition, McGraw Hill Book Company, New York, 1970.
- Mechanics of Materials  (with J.M. Gere), 1st edition, D. Van Nostrand Company, Amsterdam (NL), 1972.
- Theory of Structures (with D.H. Young), 2nd edition, McGraw-Hill Book Company, New York, 1965.
- Engineering Mechanics (with D.H. Young), 4th edition, McGraw-Hill Book Company, New York, 1983.
- History of the Strength of Materials, McGraw-Hill Book Company, New York, 1953.
- As I Remember, D. Van Nostrand Company, Amsterdam (NL), 1968. ASIN: B000JOIJ7I